# Samuel Slovák
Samuel Slovák (* 17. října 1975 Nitra) je bývalý slovenský fotbalista, který ukončil aktivní hráčskou kariéru v klubu ŠK Slovan Bratislava, poté působil u A-mužstva Slovanu jako hlavní trenér (v letech 2012–2013). Od června do prosince 2014 byl trenérem českého klubu FC Slovan Liberec. 1. července 2017 se stal trenérem slovenských mládežnických reprezentací U16 a U17. Zároveň zůstal ve funkci hlavního koordinátora Slovenského fotbalového svazu, jejíž náplní byla práce s mládeží.

## Klubová kariéra
Slovák působil v klubech Plastika Nitra, Slovan Bratislava, CD Tenerife, FC Slovan Liberec a 1. FC Norimberk. V říjnu 2005 se dohodl na rozvázání smlouvy s německým 1. FC Norimberk a v lednu 2006 podepsal smlouvu na 2,5 roku v klubu ŠK Slovan Bratislava. Po zápase s Artmédií Petržalka se zranil, což ho vyřadilo na dva až tři týdny. Byl záložníkem a lídrem svého klubu. Aktivní kariéru ukončil v září 2010 kvůli přetrvávajícím zdravotním problémům s kolenem.

## Reprezentační kariéra
Samuel Slovák odehrál v letech 1996–2007 v A-mužstvu Slovenska 20 zápasů, gól nevstřelil. Debutoval 22. září 1996 v kvalifikačním domácím utkání s Maltou (výhra 6:0).
Poslední zápas (v roce 2007) odehrál po dvouleté odmlce. Nezúčastnil se žádného významného šampionátu.

### Reprezentační zápasy
Zápasy Samuela Slováka za A-mužstvo Slovenska
| Rok    | Zápasy | Góly |
| ------ | ------ | ---- |
| 1996   | 2      | 0    |
| 1997   | 5      | 0    |
| 1998   | 3      | 0    |
| 1999   | 0      | 0    |
| 2000   | 4      | 0    |
| 2001   | 1      | 0    |
| 2002   | 0      | 0    |
| 2003   | 0      | 0    |
| 2004   | 0      | 0    |
| 2005   | 3      | 0    |
| 2006   | 0      | 0    |
| 2007   | 2      | 0    |
| Celkem | 20     | 0    |

## Trenérská kariéra
Od začátku roku 2011 působil jako trenér juniorského týmu Slovanu Bratislava a od 3. srpna 2012 jako trenér A-týmu, když přebral funkci po Vladimíru Weissovi. V sezóně 2012/13 dovedl Slovan Bratislava k zisku „double“, tzn. ligový titul a triumf v domácím poháru.
Začátek sezóny 2013/14 Slovanu nevyšel, v prvním kole Corgoň ligy remizoval 1:1 s DAC 1904 Dunajská Streda, poté vypadl ve 2. předkole Ligy mistrů 2013/14 s bulharským šampionem PFK Ludogorec Razgrad (výhra 2:1 doma a prohra 0:3 venku) a ve 2. ligovém kole podlehl Trenčínu 2:4. Ihned po tomto utkání 28. července 2013 byl Samuel Slovák odvolán z trenérské funkce Slovanu Bratislava.
16. června 2014 byl jmenován hlavním trenérem klubu FC Slovan Liberec. Soutěžní premiéru zažil ve 2. předkole Evropské ligy UEFA 2014/15 proti MFK Košice (výhra 1:0), jeho tým si poradil i v domácí odvetě 24. července a po výsledku 3:0 postoupil do 3. předkola proti rumunskému celku FC Astra Giurgiu, se kterým vypadl. 2. prosince 2014 po skončení podzimní části sezóny 2014/15 na lavičce Slovanu společně s asistentem Jozefem Valachovičem skončil, v 1. české lize nasbíral během 16 kol 2 výhry, 9 remíz a 5 porážek (= zisk 15 bodů), což znamenalo přezimování Liberce na sestupové 15. příčce tabulky.
1. července 2017 se stal trenérem slovenských mládežnických reprezentací U16 a U17. Zároveň zůstal ve funkci hlavního koordinátora Slovenského fotbalového svazu, jejíž náplní byla práce s mládeží.

## Soukromý život
Je synem herce Mariána Slováka a herečky Evy Matejkové, jeho mladší bratr Stano Slovák a mladší sestra Svetlana Janotová, rozená Slováková, jsou také herci, jeho dědeček byl dirigent Ladislav Slovák, jeho teta je herečka Kamila Magálová a jeho švagrová je herečka Markéta Sedláčková.
Je ženatý, s manželkou mají čtyři děti.